# Смолин, Тимофей Григорьевич
Тимофей Григорьевич Смолин (16.05.1907 — не ранее 1988) — советский военный инженер, лауреат Сталинской премии.

## Биография
Родился в селе Елионка (сейчас — Стародубский район Брянской области).
С сентября 1930 по сентябрь 1931 г. служил в армии.
Окончил Ленинградский военно-механический институт (1934—1939). С 1939 г. на службе в ВМФ, старший инженер 3 отделения 3 отдела НИМТИ. Позже занимал должности начальника в/ч 31387, начальника отдела в/ч 31303 и заместителя начальника ВП 172 при НИИ-400.
С 1941 по 1943 год на фронте (Азовская военная флотилия; Волжская военная флотилия). Участвовал в боевых операциях по минированию коммуникаций противника и разминированию неприятельских мин в прибрежных районах.
В 1964 году (9 июня) уволился в запас в звании капитана 1-го ранга. С 1964 по 1988 г. в отделе 61 ЦНИИ «Гидроприбор» (НИИ-400): старший инженер, с 1978 г. ведущий инженер, с 1981 г. старший научный сотрудник.
Работал по темам «Экватор», «И-110», «Кашалот», «Метель», «Океан», «Ястреб».

## Награды и звания
Кандидат технических наук (1977, защитил диссертацию в 70-летнем возрасте), старший научный сотрудник (1985).
Лауреат Сталинской премии (1949) — за создание нового образца вооружений.
Награждён двумя орденами Красной Звезды (22.07.1944, 30.04.1954), орденом Отечественной войны I степени, медалями «За оборону Сталинграда», «За оборону Ленинграда», «За оборону Кавказа» (08.03.1945), двумя медалями «За боевые заслуги» (24.06.1948, 07.03.1962).